# Museo Agbar de las Aguas
El museo Agbar de las Aguas (en catalán: Museu Agbar de les Aigües) es un museo contemporáneo dedicado al agua, que tiene como fin promover su conocimiento y sus valores desde una experiencia vital, de aprendizaje y lúdica. Ubicado en la Central Cornellà de Aguas de Barcelona en Cornellá de Llobregat (Bajo Llobregat, Barcelona, España), el Museo de las Aguas abrió sus puertas en 2004 como una iniciativa de la Fundación Agbar.
El Museo Agbar de las Aguas es un espacio vivo, con una oferta de exposiciones y actividades que reconoce a la diversidad de públicos. Desde su apertura, la solidez y la calidad de los programas educativos del museo han fidelizado al público escolar de todas las edades, así como al público familiar y adulto. La programación sociocultural incluye actividades de dinamización del patrimonio (visitas teatralizadas, talleres, conciertos, etc.) y de divulgación del agua (ciclos de cine, música y artes escénicas, espectáculos científicos, etc.), con un fuerte vínculo con el territorio.

## Breve historia

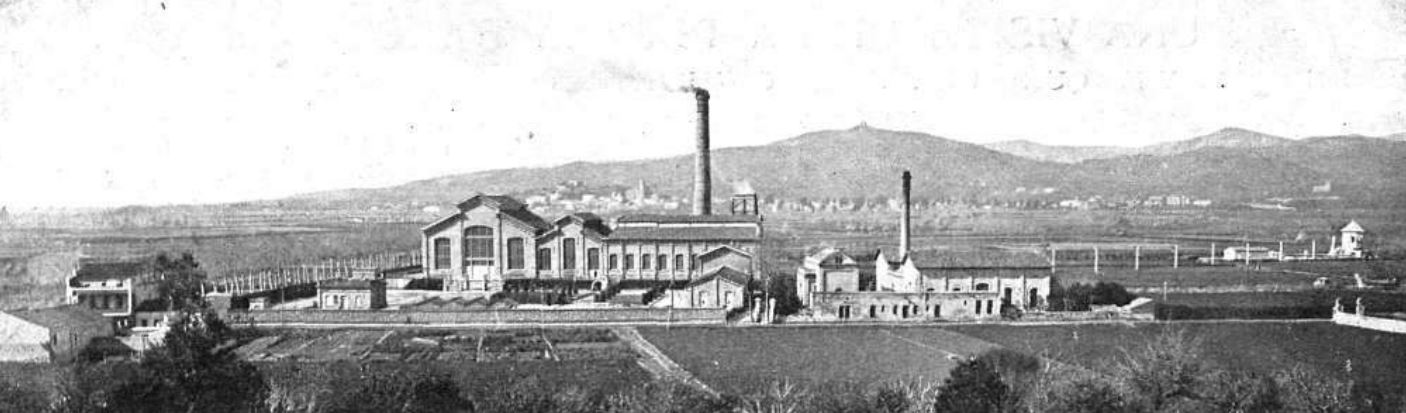
Central de Aigües de Barcelona en Cornellà (1911).

La Central Cornellà de Aguas de Barcelona es un emplazamiento privilegiado para acoger un museo dedicado al agua. El acuífero del río Llobregat es el origen y la razón de ser de esta estación de extracción y bombeo de agua, que se inauguró en el año 1909, y que desde entonces no ha dejado de funcionar nunca. Hoy, el agua subterránea representa sólo una pequeña parte del total que se suministra desde la Central, pero continúa siendo un recurso imprescindible para el abastecimiento de Barcelona y los municipios de su área metropolitana.
El hecho de que la Central Cornellà sea hoy en día una industria en funcionamiento hace del museo un ejemplo de patrimonio histórico bien conservado y a la vez activo, que se ha sabido adaptar a los nuevos tiempos. La maquinaria original que hoy forma parte de la exposición permanente del museo se ha preservado prácticamente intacta gracias al buen oficio y la perseverancia de los profesionales y responsables de Aguas de Barcelona a lo largo de un siglo.

## Una joya del modernismo industrial
La exposición permanente del Museo Agbar de las Aguas se ubica en el interior del edificio modernista proyectado por el arquitecto Josep Amargós i Samaranch (1848-1919) en Cornellá de Llobregat. El rigor constructivo y el cuidado por el detalle son probablemente las características fundamentales de las tres naves proyectadas por el arquitecto Josep Amargós i Samaranch en 1905 e inauguradas en 1909. La razón de ser de este edificio responde a la voluntad de Aguas de Barcelona de crear la central elevatoria de agua potable más eficiente. Cada nave conserva actualmente una muestra representativa y en perfecto estado de la instalación hidráulica de vapor originaria.
La arquitectura modernista también se puede apreciar en las antiguas casas de los trabajadores y en la chimenea, de 50 metros de altura.

## La exposición permanente
Actualmente, el edificio de Amargós acoge la exposición permanente del museo, que ofrece una mirada pluridisciplinar del agua (tecnológica, científica, histórica y ambiental), y que combina el patrimonio industrial con elementos audiovisuales e interactivos.
El interior de las tres naves de este edificio, que reciben el nombre de Sala de Calderas, Sala de la Electricidad y Sala de Máquinas, nos descubre un patrimonio industrial de primer orden: la instalación hidráulica de vapor, destinada a producir la energía necesaria para mover las bombas del pozo Fives Lille, y las grandes bombas de impulsión, encargadas de hacer llegar el agua a todos los grifos.
La exposición permanente traza un recorrido por la historia del abastecimiento en la ciudad de Barcelona y su área metropolitana a través de objetos y documentos que dialogan con módulos interactivos que ejemplifican inventos ideados a lo largo del tiempo para obtener agua. Además, se acerca a las cualidades organolépticas, a aspectos relacionados con la higiene y la salud o a la física y la química del agua.
En el año 2010 el museo fue el primero del Estado español que recibió el premio Micheletti, considerado uno de los máximos galardones europeos de museología. El jurado destacó el valor del patrimonio industrial conservado y expuesto en paralelo con la maquinaria actual en funcionamiento, la dinamización cultural y expositiva del patrimonio, la fuerte vocación educativa que el Museo Agbar de las Aguas desarrolla, y la mirada caleidoscópica y rigurosa en torno al agua desde el punto de vista científico, medioambiental, histórico, social, ético y humano.
En 2019 se colocó en el jardín del museo una reconstrucción de la cascada diseñada por Antoni Gaudí para el jardín de la casa Vicens, una de sus primeras obras. La reconstrucción fue posible gracias al hallazgo de unos planos originales elborados por Gaudí.